# 1162
1162 (MCLXII) fue un año común comenzado en lunes del calendario juliano.

## Acontecimientos
- Amalarico I, rey de Jerusalén.
- Primera Feria del Ajo en Santa Marina del Rey.

## Nacimientos

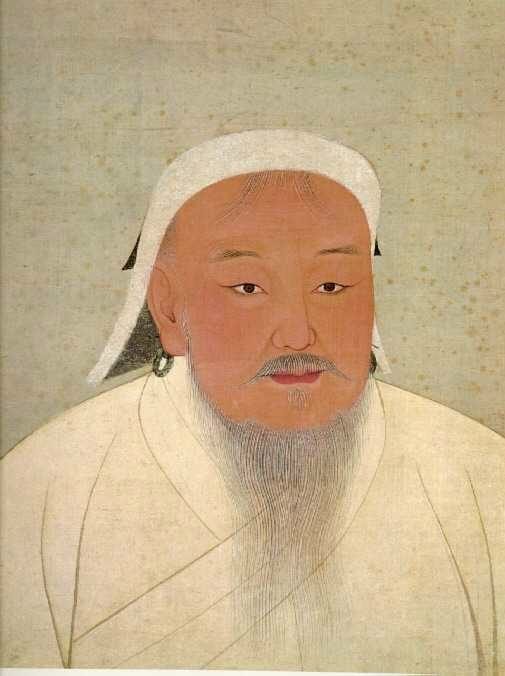
Genghis Kan

- 16 de abril: Gengis Kan, fundador del Imperio Mongol.[1]

## Fallecimientos
- 10 de febrero: Balduino III, rey de Jerusalén.
- Eudes II, rey borgoñón.
- Haakon II, rey noruego.
- Ramón Berenguer IV, conde barcelonés.